# الیاس مولینا
الیاس مولینا (انگلیسی: Elías Molina؛ زادهٔ ۱۶ فوریهٔ ۱۹۸۲) بازیکن فوتبال اهل اسپانیا است.
از باشگاه‌هایی که در آن بازی کرده‌است می‌توان به باشگاه فوتبال اتلتیکو مادرید، باشگاه فوتبال نومانسیا، باشگاه فوتبال آلباسته بالومپیه، و باشگاه فوتبال پومفرادینا اشاره کرد.
وی همچنین در تیم‌های ملی فوتبال زیر ۱۵ سال اسپانیا، زیر ۱۶ سال اسپانیا، زیر ۱۷ سال اسپانیا، و زیر ۱۸ سال اسپانیا بازی کرده‌است.